# Parmské vévodství
Parmské vévodství (italsky Ducato di Parma), od roku 1556 Vévodství Parmy a Piacenzy (italsky Ducato di Parma e Piacenza), byl samostatný stát vzniklý roku 1545 v severní Itálii osamostatněním území na jih od řeky Pád od Milánského vévodství. K faktickému sjednocení Parmy a Piacenzy došlo v osobě vévody Ottavia Farnese. V době Bourbonsko-parmské dynastie došlo k dalšímu rozšíření a stát byl znám také jako Vévodství Parmy, Piacenzy a Guastally (latinsky Ducatus Parmae, Placentiae et Guastallae, italsky Ducato di Parma, Piacenza e Guastalla).

## Historie

### Farneská dynastie

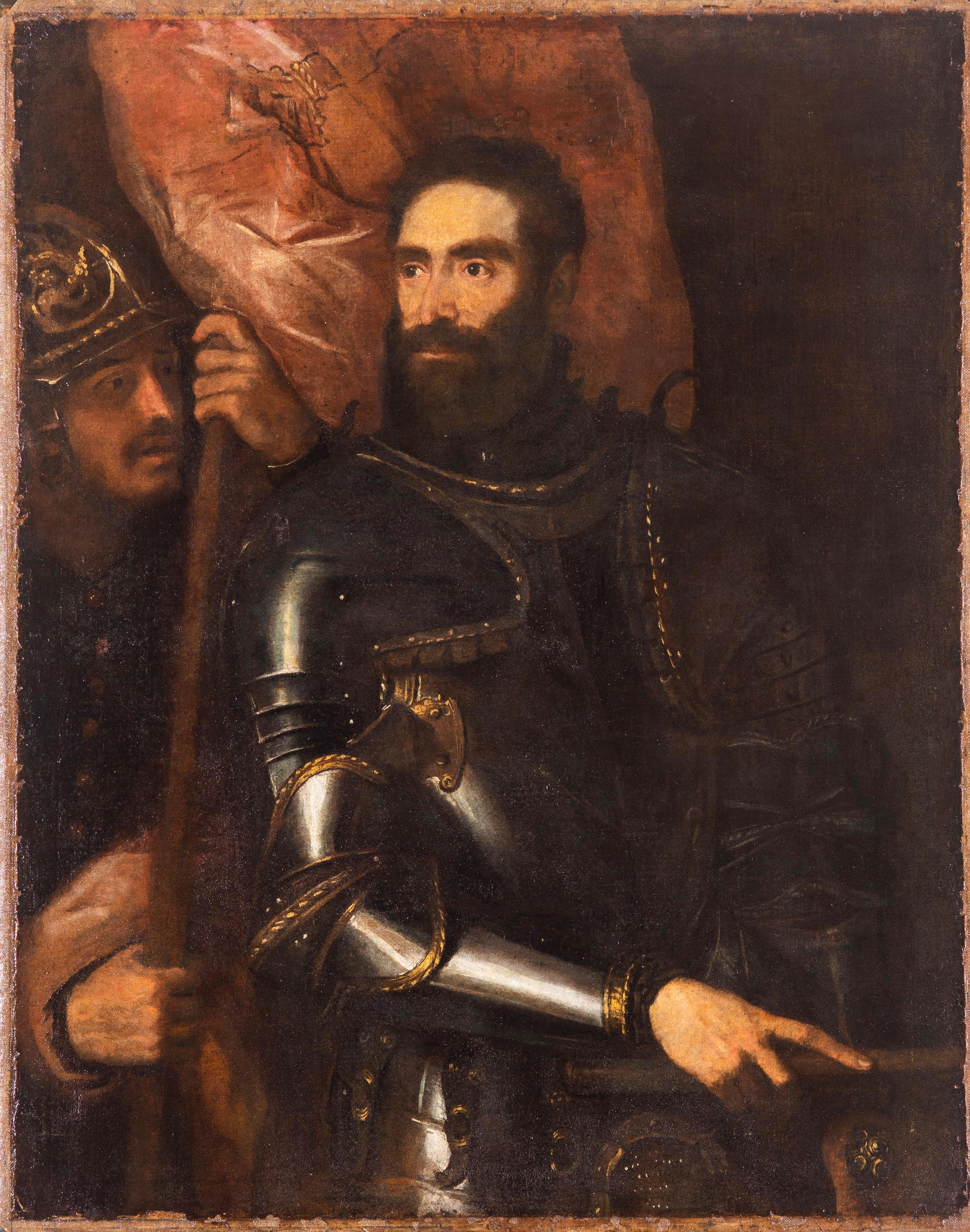
Pier Luigi Farnese, první vévoda z Parmy

Vévodství vzniklo jako léno pro nelegitimního syna papeže Pavla III. Piera Luigi Farnese a hlavním městem se stala Parma.

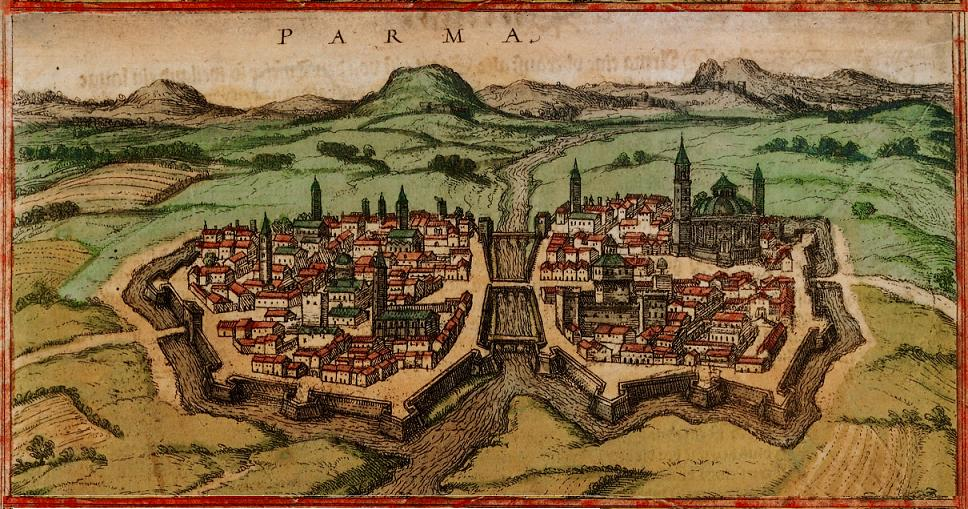
Parma v 16. století

Roku 1556, druhý vévoda z Parmy, Ottavio Farnese, získal i město Piacenza, čímž se stal vévodou z Piacenzy a od té doby byl jeho stát znám jako Vévodství Parmy a Piacenzy (Ducato di Parma e Piacenza) farneská dynastie poté ve Vévodství Parmsko-Piacenzkém vládla do roku 1731, kdy vévodskou korunu zdědil mladší syn španělského krále Karel, jehož matka Alžběta Farnese byla dědičkou Parmského vévodství. Karel Španělský poté vládl v Parmě až do konce války o polské následnictví roku 1735, kdy ji Karel Španělský výměnou za Království obojí Sicílie připojil ke Svaté říši římské.
Habsburkové však v Parmském vévodství vládli jen do roku 1748, kdy je Cášský mír přiřkl zpět Bourbonům v podobě nového vévody z Parmy Filipa, mladšího bratra Karla Španělského. Filip jako vévoda se tak stal zakladatelem parmské větve bourbonské dynastie.

### Napoleonské války

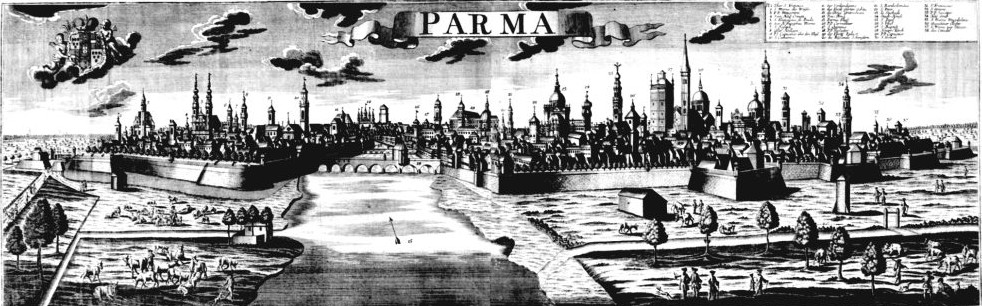
Parma v 18. století

Roku 1796 bylo Vévodství Parmy a Piacenzy okupováno francouzskou armádou generála Napoleona Bonaparta. Podle smlouvy z Aranjuez roku 1801 vévoda Ferdinand formálně souhlasil s připojením vévodství k Napoleonovi. Území Parmského vévodství bylo připojeno k Cisalpinské republice, roku 1802 do roku 1805 k Italské republice a nakonec v letech 1805 až 1808 napoleonskému Italskému království. Roku 1808 bylo Parmské území přímo připojeno k Francouzskému císařství jako departement Taro.

### Po vídeňském kongrese

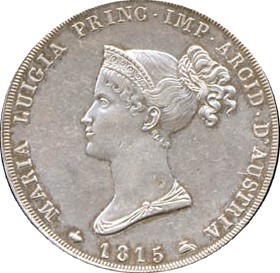
Parmská mince zobrazující Marii Luisu Habsburskou

Roku 1815 bylo Vévodství Parmy a Piacenzy obnoveno Vídeňským kongresem, který jej přiřkl jako odstupné manželce sesazeného Napoleona Bonaparta, Marii Luise Habsburské, která zde po vládla se svým milencem (později manželem) hrabětem Neippergem. Potřetí se provdala po Neippergově smrti, za francouzského hraběte Charlese René z Bombelles (1785–1856). Stát byl přejmenován na Vévodství Parmy, Piacenzy a Guastally a tento název mu zůstal po zbytek jeho existence.
Po smrti Marie Luisy roku 1847 se k vládě navrátila parmská větev Bourbonů, která zatím vládla v malém Vévodství Lucca. Bourbonská dynastie vládla do roku 1859, kdy byli vyhnáni revolucí, která následovala po sardinském vítězství nad Rakouskem ve válce za italskou nezávislost.
Vévodství Parmy, Piacenzy a Guastally a Vévodství Lucca se poté připojila k Toskánskému velkovévodství a Modenskému vévodství a tyto státy vytvořily v prosinci 1859 Spojené středoitalské provincie, které byly v březnu 1860 připojeny k Sardinskému království.
Bourbonská dynastie si na titul parmského vévody dělá nároky dodnes. Současným pretendentem titulu je od roku 1977 Carlos Hugo.

## Symbolika

znak:
1545–1586 (Farneská dynastie)
1586–1731 (Farneská dynastie)
1748–1802 (Bourbonsko-parmská dynastie)
1814–1847 (Habsbursko-lotrinská dynastie)
1847–1860 (Bourbonsko-parmská dynastie)

státní vlajka:
1545–1735 (Farneská dynastie)
1735–1748 (Habsburská dynastie)
1748–1802 (Bourbonsko-parmská dynastie)
1815–1847 (Habsbursko-lotrinská dynastie)

1848–1849 (Bourbonsko-parmská dynastie)
1850–1851 (Bourbonsko-parmská dynastie)
1851–1859 (Bourbonsko-parmská dynastie)
1851–1859 obchodní vlajka (Bourbonsko-parmská dynastie)

- znak:
- 1545–1586
(Farneská dynastie)
- 1586–1731
(Farneská dynastie)
- 1748–1802
(Bourbonsko-parmská dynastie)
- 1814–1847
(Habsbursko-lotrinská dynastie)
- 1847–1860
(Bourbonsko-parmská dynastie)